# 本庄町 (埼玉県)
本庄町（ほんじょうまち）は埼玉県の北部、児玉郡に属していた町。以前の本庄宿が単独で町制を施行したため、大字は編成されなかった。
昭和29年に周辺の村と合併し市制を施行した後も旧本庄町域は大字なしの状態が続き、現在の本庄市に至るまで続いている。

## 地理
- 河川：元小山川

## 歴史
- 1889年（明治22年）4月1日 町村制施行により、以前の本庄宿を継承し児玉郡本庄町が成立する。
- 1954年（昭和29年）7月1日 藤田村、仁手村、旭村、北泉村と合併し本庄市が発足。同日本庄町廃止。

## 経済

### 産業
農業
『大日本篤農家名鑑』によれば、本庄町の篤農家は「中村友太郎、山田安太郎、松本文作、森田定吉、増田松次郎、清水幸作、吉田勢以、渡邊豊松」などがいた。
商工業
- 武正千代治（荒物商）[3]
- 武正仁三郎（会社員）[3]

## 地域

### 健康
医師

| - 井岡良之助 - 井岡友甫 - 井田正一 - 飯塚濱次郎 - 池田義之助 - 高橋錦蔵 - 中澤力 | - 中澤三郎 - 野口氏信 - 澁谷伸 - 望月久澄 - 望月久章 - 森賢司 - 鈴木光貞 |

## 出身・ゆかりのある人物
- 松本文作（本庄町長）